# Hera

Hera (grč. Ἥρα, Hêra; Ἥρη, Hêrê) u grčkoj mitologiji vrhovna je starogrčka boginja, Zeusova žena i sestra; boginja braka. Herin je pandan u rimskoj mitologiji Junona = "volooka".

## Karakteristike
Hera je prikazivana veličanstvenom, često na prijestolju okrunjena polosom, visokom cilindričnom krunom koju su nosile neke velike božice, a na licu je nosila veo. U ruci je često nosila šipak, simbol plodne krvi i smrti.
Prikazivali su da su njezinu kočiju vukli paunovi, životinja koju su Grci upoznali nakon osvajanja Aleksandra Velikog. Paun je u renesansi postao njezinim simbolom. Poslije je s Herom bila povezivana ptica kukavica. Također je bila božica goveda, a zvana je i volookom (boôpis, Homerov epitet) Herom, zbog krupnih, tamnih očiju.

## Kult
Hera je često bila štovana, pogotovo u Argu kao argijska Hera (Hera Argeia), a svetište joj je bilo između Arga i Mikene gdje su se održavale svečanosti Heraia. U Homerovoj Ilijadi Hera je izrekla da su njezina tri omiljena grada Arg, Sparta i Mikena. Njezino je drugo svetište bilo na Samu, a hramovi su se nalazili u Olimpiji, Korintu, Tirinu, Perahori i otoku Delu.
U Eubeji slavile su se svečanosti Velike Dadedale, posvećene Heri, svakih šest godina. Taj je prostor bio bogat kravama, koje su ujedno predstavljale božicu Heru.

## Mitologija

### Rođenje
Herin otac bio je Titan Kron. Kron je svoju djecu doživljavao kao potencijalnu prijetnju svojoj vlasti te ih je sve, pa tako i Heru, progutao. Hera je bila božica što znači da je bila besmrtna te je nastavila živjeti u njegovu želucu. Zeus je bio najmlađi Kronov sin. Izbjegao je sudbinu svoje braće tako što ga je majka Reja sakrila od oca. Zeus je spasio svoju braću i natjerao Krona da povrati svu progutanu djecu. Premda mu je bila sestra, Hera mu se svidjela. Poveo ju je na Olimp i oženio se njome.

### Potomstvo Zeusa i Here
Hera je sa Zeusom imala Aresa, Hebu, Eridu i Ilitiju. Hera je bila potom ljubomorna na Zeusa zato što je rodio Atenu bez nje te je rodila Hefesta bez njega. Potom su Zeus i Hera ili samo jedno od njih bili zgađeni Hefestovom ružnoćom te su ga bacili s Olimpa. Hefest se poslije osvetio Heri učinivši da se ne može maknuti sa svoga prijestolja kad na nj sjedne. Ostali su ga bogovi preklinjali da je pusti, ali odbio je. Dioniz ga je potom napio i odnio natrag na Olimp na mulinim leđima. Potom je oslobodio svoju majku nakon što mu je Afrodita dana za ženu.

### Heraklo
Hera je bila Heraklova pomajka i njegov neprijatelj. Zeus je oplodio Alkmenu, smrtnicu, u obličju njezina muža Amfitriona. Iste se noći vratio i njezin muž te su također spavali zajedno. Stoga je Alkmena zanijela dva dječaka. Hera je natjerala Zeusa da se zakune da će dječak koji se rodi te noći članu Perzejeve kuće biti veliki kralj. Kad je Alkmena bila trudna s Heraklom, Hera je pokušala spriječiti porođaj zavezavši Alkmenine noge u čvor da bi usporila porod. A potom je ubrzala Euristejevo rođenje. Heru je prevarila Galantida, Alkmenina sluškinja, rekavši da je Alkmena već rodila dijete. Hera je Galantidu pretvorila u lasicu. Alkmena je potom rodila poluboga Herakla i smrtnika Ifikla. Herakla je nazvala Alkid, a poslije je nazvan Heraklo, u prijevodu "Herina slava", da bi ublažili Herin gnjev.
Dok je Heraklo bio dijete, Hera je poslala dvije zmije da ga ubiju dok je ležao u kolijevci. Heraklo je zadavio svaku zmiju jednom rukom, a potom ga je njegova dadilja pronašla da se igra njima kao da su igračke.
Jedna priča govori da je Zeus prevario Heru da doji Herakla. Kad je ona otkrila tko je dijete, bacila ga je sa svojih grudi, a mlijeko se prosulo nebom i stvorilo Mliječnu stazu.
Također, dok je izvršavao svojih dvanaest zadataka, Hera mu je pokušavala što više otežati. Jedna inačica mita govori i da su se Hera i Heraklo sprijateljili jer ju je on spasio od diva koji ju je pokušao silovati. Čak mu je potom dala svoju kćer Hebu za ženu.

### Herina ljubomora

#### Eho
Nimfa Eho imala je posao odvraćanja Herine pažnje dok ju je Zeus varao, hvaleći je i laskajući joj. Sumnjičava je Hera jednom prekinula Eho i sišla s Olimpa i pronašla Zeusa, u obličju patke, kako s nimfama vodi ljubav u polju. Kad je Hera otkrila prijevaru, proklela je Eho da može govoriti samo riječi drugih. Otud i sinonim za jeku = eho.
Ovidijeva inačica mita govori da je Zeus zaposlio Eho da zabavlja Heru dok on nastavlja s preljubima. Hera je razotrkila prijevaru te ju je kaznila tako da može ponavljati samo posljednje riječi rečenica drugih ljudi, a sama nije mogla govoriti te je tako lišena onog što je najviše voljela - svoga glasa.
Druga pak inačica mita govori da je Eho voljela ogovarati te se Hera razljutila zato što joj je stalno govorila o Zeusovim prijevarama te ju je kaznila.

#### Leta i njezina djeca
Kad je božica Hera saznala da Leta nosi djecu njena muža Zeusa, bila je bijesna i ljubomorna te se odlučila osvetiti tako što nije dopustila Leti da ostane na čvrstoj zemlji (kopnu ili otoku) i Leta je bila prisiljena tražiti gdje će roditi. Dok ju je gonila zmija Piton s glavom zmaja koju je na nj poslala Hera, Leta je naišla na novostvoreni otok Del koji je plutao na vodi i nije bio ni kopno niti otok, a bješe okružen labudovima. Kad je kročila na nj, dvije su stijene izronile iz morskih dubina; jedna je zaustavila kretanje otoka, a druga stala zmiji na put. Zatim je Leta na gori Kintu rodila blizance - sina Apolona i kćer Artemidu. Poslije je Zeus prikovao Del za dno oceana da više ne pluta, a otok je postao posvećen Apolonu.
Hera je otela Ilitiju, boginju rađanja, da bi spriječila Letu od porođaja. Ostali su bogovi prevarili Heru tako što su joj ponudili ogrlicu od jantara dugačku 8 metara, a boginja je uspjela pobjeći. Legenda kaže da je Artemida rođena prva, a potom je pomogla majci da porodi njezina brata Apolona te je tako postala boginja porođaja.

#### Kalisto i Arkad
Kalisto je bila Artemidina sljedbenica i zavjetovala se ostati djevicom. Ali u nju se zaljubio Zeus te su vodili ljubav dok je on bio prerušen u Apolona (za razliku od ove Heziodove, Ovidijeva inačica mita donosi da se Zeus prerušio u samu Artemidu). Kad se kupala s Artemidinim nimfama, otkriveno je da je trudna te ju je božica pretvorila u medvjeda, a u tom je obličju rodila i svoga sina Arkada. Druga inačica priče govori da ju je Hera pretvorila Kalisto u medvjeda da bi se osvetila zbog muževe prijevare.
Mit govori da ju je njezin sin Arkad gotovo ubio u lovu kopljem, ali Zeus je to spriječio i oboje ih postavio kao zviježđa Veliki medvjed i Mali medvjed na nebu. Druga inačica mita govori da su lovci uhvatili i nju i njezina sina te ih doveli Kalistinu ocu Likonu, a Zeus ih je potom pretvorio u zviježđa.
Heri se to nije svidjelo te je tražila Tetiju da joj pomogne. Tetija ih je proklela da zauvijek kruže nebom i da nikad ne zađu ispod obzora (zato su cirkumpolarni).

#### Dioniz
Dioniz je bio sin Zeusa i smrtnice. Ljubomorna je Hera opet pokušala ubiti dijete poslavši Titane da razderu Dioniza na komadiće namamivši ga igračkama. Premda je Zeus otjerao Titane svojim munjama, oni su pojeli cijelo Dionizovo tijelo osim njegova srca koje je spašeno. Zeus je iskoristio srce da bi ga ponovno stvorio te ga je postavio u Semelinu maternicu. Zato je on dvaput rođen.
Druga verzija priče kaže da se Hera (saznavši za Semelinu trudnoću) prerušila u staricu te ju nagovorila da zatraži od svog ljubavnika da joj se prikaže u svom pravom liku. Zeus je nakon dosta moljakanja pristao, ali munje koje ga prate ubile su jadnu Semelu pa je Zeus uzeo plod iz njezine utrobe i stavio ga u sebe gdje je Dioniz bio dok se nije potpuno razvio.

#### Ija
Hera je skoro uhvatila Zeusa s ljubavnicom Ijom. Zeus ju je pretvorio u prekrasnu junicu. No, Hera nije bila potpuno prevarena te je zahtijevala da joj Zeus poda junicu kao dar. Hera ju je potom dala Argu da bi je razdvojila od Zeusa. Zeus je potom zapovjedio Hermesu da ubije Arga, a to je on i učinio tako da je uspavao svih njegovij stotinu očiju. Ija je puštena na slobodu.
Hera je poslala obada da ubode i muči Iju koja je lutala zemljom. Ija je s vremenom prešla preko prolaza koji je po njoj nazvan Bospor ("juničin prolaz"), a ondje se susrela i s Prometejem. Na posljetku je Ija stigla do tadašnjeg "kraja svijeta" Egipta gdje su je Egipćani obožavali kao božicu, a Zeus joj je vratio ljudsko obličje. Ovdje je rodila njegova sina Epafa, a vjenčala se s egipatskim kraljem Telegonom.

#### Lamija
Lamija je bila kraljica Libije koju je volio Zeus. Hera ju je pretvorila u čudovište i ubila njihovu djecu. Na Lamiju je bačena kletva - nije mogla zatvoriti oči tako da je uvijek bila opsjednuta prizorom svoje mrtve djece. Zeus joj je dao dar da može izvaditi svoje oči da bi se odmorila, a potom ih poslije vratiti. Lamija je bila ljubomorna na ostale majke te je pojela njihovu djecu.

#### Gerana
Gerana je bila kraljica Pigmejaca koji su se hvalili da je ljepša od Here. Bijesna božica pretvorila ju je u ždrala i izrekla da će te ptice uvijek voditi vječan rat protiv pigmejskog naroda.

## Vanjske poveznice
- Hera u klasičnoj literaturi i umjetnosti (engl.)
- Hera u grčkoj mitologiji (engl.)
- Ostaci Herina hrama na Samu (engl.)